# 가와마에역
가와마에역(일본어: 川前駅)은 일본 후쿠시마현 이와키시에 위치한 동일본 여객철도 반에쓰토선의 철도역이다. 섬식 승강장 1면 2선의 구조를 갖춘 지상역이다.

## 타는 곳
| 1 | ■ 반에쓰토선 | 상행 | 이와키 · 오가와고 방면                |
| 2 | ■ 반에쓰토선 | 하행 | 오노니이마치 · 미하루 · 고리야마 방면 |

## 이용 현황
| 승차 인원 추이 | 승차 인원 추이 |
| 연도           | 1일 평균       |
| -------------- | -------------- |
| 2000           | 41             |
| 2001           | 36             |
| 2002           | 41             |
| 2003           | 36             |
| 2004           | 38             |

## 역 주변
- 이와키 시청 가와마에 지소
- 나쓰이 강

## 인접 역
| ■ 반에쓰토선     | ■ 반에쓰토선 | ■ 반에쓰토선         |
| ---------------- | ------------ | -------------------- |
| 에다 이와키 방면 | ■ 반에쓰토선 | 나쓰이 고리야마 방면 |